# モレーム
モレーム (Molesme) はフランス東部、ブルゴーニュ＝フランシュ＝コンテ地域圏コート＝ドール県にあるコミューン。
起源は11世紀後半。後にシトー会を設立することになるモレームのロベールが、それ以前にこの地を開拓し創建したモレーム修道院を中心に居住地が形成された。